# Julian Grey

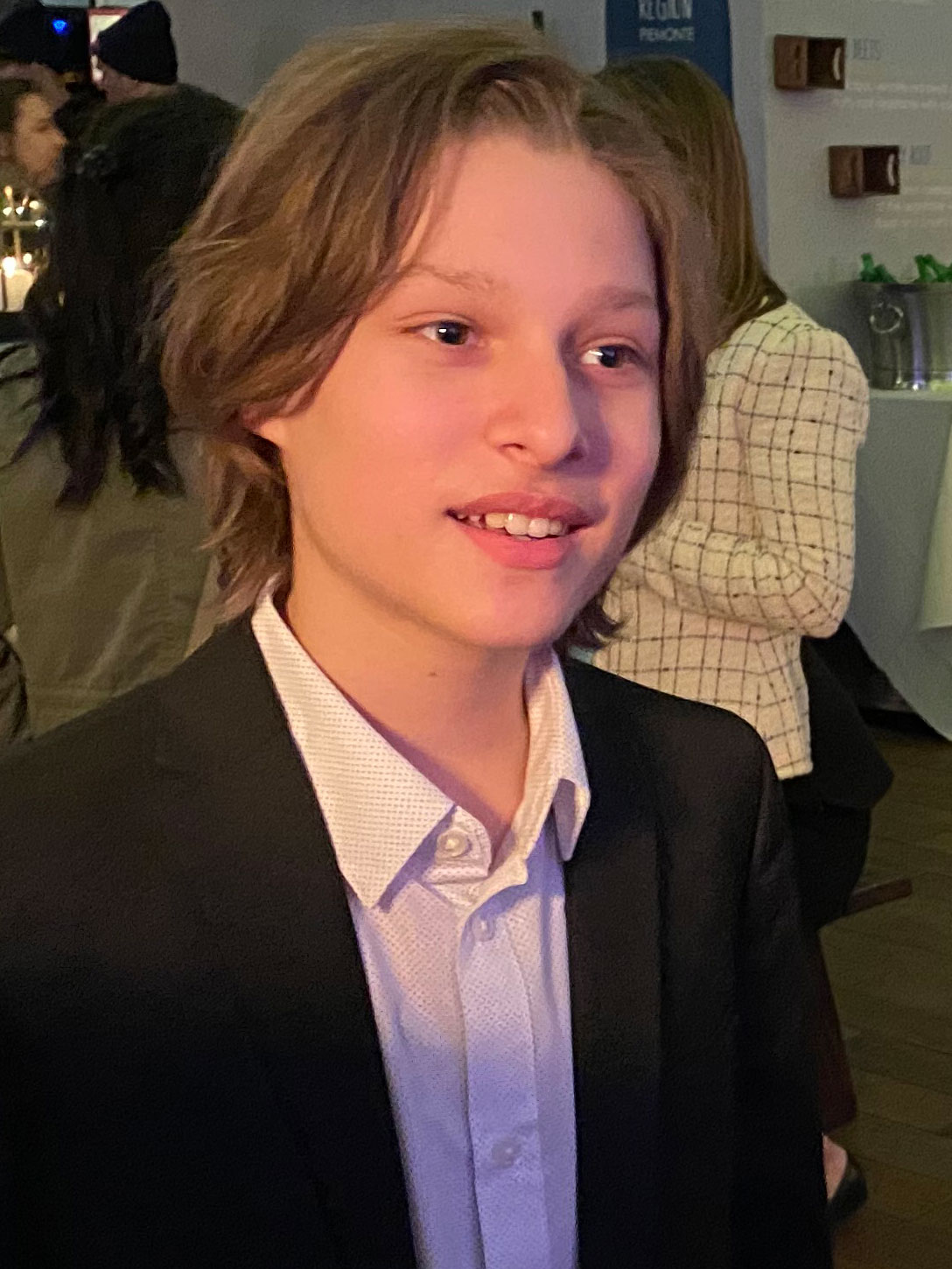
Julian Grey bei einer Vorstellung von Downhill in New York im Februar 2020

Julian Grey (* 1. März 2006 in Los Angeles) ist ein deutsch-US-amerikanischer Nachwuchsschauspieler.

## Leben
Grey wurde in Los Angeles geboren. Sein Vater ist Deutscher, seine Mutter US-Amerikanerin, weshalb er sowohl die deutsche als auch die US-amerikanische Staatsbürgerschaft besitzt. Er hat zwei Geschwister.
Sein Debüt als Schauspieler gab Grey im Alter von 10 Jahren in einer Folge von Wayward Pines. Es folgte eine wiederkehrende Rolle in der Netflix-Miniserie Godless.
Im Film Downhill, der im Januar 2020 beim Sundance Film Festival seine Premiere feierte, ist er als Filmsohn von Will Ferrell und Julia Louis-Dreyfus in der Rolle von Finn Stanton zu sehen. In dem Fantasyfilm Blumhouse’s Der Hexenclub, der im Oktober 2020 veröffentlicht wurde, erhielt er die Rolle von Abe.

## Filmografie (Auswahl)
- 2016: Wayward Pines (Fernsehserie)
- 2017: Crash & Burn
- 2017: Godless (Fernsehserie, 6 Folgen)
- 2019: A World Away
- 2020: Downhill
- 2020: Blumhouse’s Der Hexenclub (The Craft: Legacy)
- 2021: Matrix Resurrections (The Matrix Resurrections)
- 2023: Fear the Walking Dead (Fernsehserie, 4 Episoden)